# Leucopis hirta
Leucopis hirta är en tvåvingeart som först beskrevs av Walker 1849.  Leucopis hirta ingår i släktet Leucopis och familjen markflugor.
Artens utbredningsområde är Sverige. Inga underarter finns listade i Catalogue of Life.